# Внутри Льюина Дэвиса
«Внутри Льюина Дэвиса» (англ. Inside Llewyn Davis) — американский музыкальный фильм братьев Коэн. Премьера состоялась 19 мая 2013 года на 66-м Каннском кинофестивале, где картина была высоко оценена критиками и удостоена гран-при жюри. Фильм поставлен по мотивам мемуаров «Мэр улицы Макдугал» американского фолк-музыканта Дэйва Ван Ронка.
Главную роль исполнил Оскар Айзек. После показов в Канне картина стала одним из основных претендентов на премию «Оскар-2014», а на «Золотом глобусе» была выдвинута в трёх категориях. Тем не менее, американскими киноакадемиками работа братьев Коэн была практически полностью проигнорирована, будучи номинированной только в двух технических категориях.

## Сюжет
Действие происходит в феврале 1961 года. Главный герой Льюин Дэвис (Оскар Айзек) — бывший моряк торгового флота, а ныне малоизвестный фолксингер, который едва сводит концы с концами в нью-йоркском районе Гринвич-Виллидж. Его партнёр по дуэту, Майк, покончил с собой, а его недавний сольный альбом «Внутри Льюина Дэвиса» не продаётся, у него нет жилья — он ночует на диванах у друзей и знакомых.
Фильм начинается с выступления Льюина в клубе «Гаслайт». После выступления, владелец заведения Паппи Корсикато, говорит, что у служебного входа Льюина ждёт некий «друг». Когда Льюин выходит, некто в костюме и шляпе избивает его, издеваясь и насмехаясь над его попытками объясниться с ним…
Льюин ночует в квартире супружеской пары Горфейнов — своих старших друзей. Когда он уходит на следующее утро, их рыжий кот выбегает из дверей. Льюину удаётся поймать кота, однако входная дверь уже захлопнулась. После безуспешных попыток пристроить кота у лифтёра и дозвониться до профессора Горфейна, Льюин отвозит кота в квартиру своих друзей — Джима (Джастин Тимберлейк) и Джин (Кэри Маллиган), кроме того, надеясь и пожить у них пару дней. Там он застает Джин, разгневанную за кота, которого он оставил у них в квартире ранее, и ушёл по своим делам, и знакомится с музыкантом Нельсоном, одетым в военную форму, — молодым человеком, который в настоящий момент проходит военную службу, и выехал из армии лишь на одно выступление, а утром уже собирается возвращаться в свою часть. Нельсон говорит, что слышал пластинки Льюина, и высказывает своё восхищение. А Джин в свою очередь сообщает, что она беременна, и опасаясь, что Льюин может быть отцом, просит его, в конечном счёте, оплатить аборт. Вечером Льюин, Джин, Джим и Нельсон все вместе идут в клуб Гаслайт, где Нельсон выступает на сцене. В ответ на одобрительную реакцию всех друзей и других слушателей, Льюин реагирует на выступление крайне холодно. Эту ночь он проводит на полу у Джима и Джин. Утром Льюин проснулся от чавканья завтракающего солдата и начал грубо разговаривать с ним. Нельсон же, либо от непонимания происходящего, ввиду натуры простого человека, либо от уважения к Льюину разговаривает с ним вежливо и никак не реагирует на агрессивные выпады Льюина. Последний пытается намекнуть Нельсону, что тот слабый музыкант, однако Нельсон отвечает, что Баду Гроссману из Чикаго понравилась его игра. Нельсон добавляет, что однажды играл в клубе у Гроссмана и что он замечательный человек, что готов помочь любому, кто оказался в сложной ситуации, после чего уходит. Далее Льюин открывает окно, а горфейновский кот сбегает снова — на этот раз поймать его не удаётся.
Льюин идёт к сестре, от которой узнаёт, что их родительский дом в процессе продажи, но все деньги пойдут на лечение отца. Сестра предлагает Льюину забрать старые вещи, которые та сложила в коробку, готовя дом к продаже. Среди вещей пластинка с записью песни, которую Льюин записал в детстве для родителей. Но Льюин холодно реагирует, и говорит сестре, чтобы она всё выбросила.
По приглашению Джима Льюин записывает в студии шуточную песню вместе с Джимом и Аль Коди (Адам Драйвер) о том, как астронавту Джону Гленну не хочется лететь в космос и как он просит президента Кеннеди не посылать его туда. Нуждаясь в деньгах на аборт Джин, Льюин соглашается на единовременную выплату в $200 взамен на отказ от каких-либо авторских отчислений в будущем. После записи Льюин напросился в гости к Коди пожить пару дней на его диване. В кабинете гинеколога Льюин договаривается об аборте для Джин и обнаруживает, что платить не надо, поскольку его предыдущая подруга, чей аборт он ранее оплатил, решила оставить ребёнка и переехать в Акрон, не сказав ему ничего о своём решении. Аль Коди просит Льюина съехать до вторника, поскольку он изначально напрашивался на пару дней, а кроме того, во вторник приезжает девушка Коди. Ремонтируя машину, он интересуется у Льюина, не хочет ли тот поехать в Чикаго, — туда собираются его знакомые, и можно всем вместе сэкономить на бензине.
Джин пригласила Льюина в кафе обговорить всё. Она упрекает его в том, что он плывёт по течению, и в отсутствии каких-либо жизненных целей. В этот момент он замечает на улице рыжего кота, немедля выбегает на улицу и ловит его. В тот же вечер он отвозит кота к Горфейнам. Изначально намереваясь просто отдать кота, он неохотно соглашается остаться на ужин, где знакомится с друзьями семьи: семейной парой и музыкантом, исполняющую старую музыку. После ужина хозяева просят его спеть для гостей. Льюин неохотно соглашается и начинает песню, которую он пел в составе дуэта с Майком, но когда г-жа Горфейн пытается подпеть вторым голосом, Льюин взрывается и наговаривает грубостей. Г-жа Горфейн в слезах выбегает из-за стола, но вскоре возвращается с котом, сообщая, что это не их кот, и вообще это не кот, а кошка. Льюин в смятении забирает кошку и уходит.
Льюин в компании двух музыкантов едет на машине вместе с уличной кошкой в Чикаго. Его попутчики — неразговорчивый поэт-битник Джонни Пять (Гаррет Хедлунд) и одиозный джазовый музыкант Роланд Тернер (Джон Гудмен), который всё время насмехается над Льюином, кошкой и фолк-музыкой. В придорожном ресторане Роланд впадает в ступор от передозировки героина. После троица останавливается на обочине шоссе, чтобы поспать несколько часов. Их будит полицейский с требованием немедленно уехать. После неосторожно брошенной фразы, полицейский взрывается, Джонни начинает спорить и полицейский в итоге надевает на него наручники и увозит. Оставшись в итоге без ключей в машине, с кошкой и с Тёрнером в отключке, Льюин выходит из автомобиля. Недолго думая он закрывает дверь машины, оставив кошку с Роландом, который так и не пришёл в себя, и добирается автостопом до Чикаго. В Чикаго Льюин попадает на прослушивание к продюсеру Баду Гроссману (Ф. Мюррей Абрахам). Гроссман говорит, что Льюин не имеет перспектив как соло-исполнитель, но предлагает включить его в состав нового трио, которое он сейчас формирует, если тот согласится сбрить бороду, сменить имидж и уйти на второй план. Льюин упоминает Нельсона, намекая на то, что у последнего, по мнению Гроссмана, есть перспективы, на что Гроссман говорит, что Нельсон имеет контакт с аудиторией, чего нет у Льюина. Отказавшись от предложения Гроссмана играть в трио, Льюин возвращается автостопом в Нью-Йорк. Ночью машину ведёт Льюин, пока владелец машины спит. Льюин видит указатель на город Акрон, и ему приходит мысль навестить свою бывшую подругу, с теперь уже, наверное, полутора-двухгодовалым ребёнком. Разглядывая город, он отвлекается от вождения и сбивает какое-то животное. Он останавливает автомобиль, выходит и видит кровь на бампере. Убедившись, что ему не показалось, он ищет животное и в итоге видит хромающую рыжую кошку. Возможно, это та самая кошка, которую Льюин оставил в машине с Тёрнером.
Вернувшись в Нью-Йорк, Льюин решает завязать с музыкой и пытается вернуться на работу в торговый флот. Зайдя к Джин, где он хотел временно оставить свои вещи, он ей всё рассказывает. А та в свою очередь говорит ему, что договорилась о его грядущем выступлении в клубе Гаслайт, где Льюин разделит сцену и гонорар с кем-то ещё. Льюин всё же идёт в офис торгового флота, где вынужден заплатить $148 просроченных членских взносов профсоюзу матросов. На вопрос, в порядке ли остальные его документы, в частности матросская книжка, Льюин твёрдо отвечает положительно. После он навещает своего больного отца. Далее, Льюин не может найти свою матросскую книжку — сестра выбросила её вместе с другими старыми вещами, как и просил Льюин при последней встрече. Когда он пытается восстановить книжку, его просят заплатить ещё 85$. Разгневанный Льюин отказывается платить (у него просто нет денег) и пытается вернуть 148$, которые он заплатил четыре часа назад, показывая квитанцию. Ему отказывают, поскольку это была уплата долга.
В клубе Гаслайт Паппи (хозяин заведения) говорит Льюину, что он занимался сексом с Джин (по всей видимости, именно так она с ним договорилась, хотя не исключено, что это было намного ранее). Расстроенный этим Льюин выкрикивает насмешки и освистывает женщину средних лет, впервые выступающую в Нью-Йорке, которая просто не может никак ему ответить, и продолжает играть, игнорируя его, правда сильно при этом нервничая.
После Льюин идёт в квартиру Горфейнов, где они, не помня зла, радушно принимают его. Он поражён, увидев, что их кот, с говорящим именем Одиссей, нашёл дорогу домой. Там он знакомится с другой семейной парой: расслышав его имя, они признают в нём исполнителя шуточной песни про космонавта, которая стала популярной.
На следующий день Льюин выступает в Гаслайт. Паппи поддразнивает его по поводу предыдущего вечера, когда тот сорвался на исполнительницу фолк-музыки, и говорит ему, что некий «друг» ждет снаружи. Покидая кафе, Льюин бросает взгляд на молодого и тогда ещё неизвестного Боба Дилана, который выходит на сцену и начинает петь. Когда Льюин выходит в переулок через служебный выход, некто в костюме и шляпе избивает его — за то, что Льюин освистал его жену предыдущим вечером.

## В ролях
- Оскар Айзек — Льюин Дэвис
- Кэри Маллиган — Джин Берки
- Джон Гудмен — Роланд Тёрнер
- Гаррет Хедлунд — Джонни Файф
- Джастин Тимберлейк — Джим Берки
- Ф. Мюррей Абрахам — Бад Гроссман
- Старк Сэндс — Трой Нельсон
- Адам Драйвер — Эл Коди
- Этан Филипс — Митч Горфейн
- Алекс Карповски — Марти Грин
- Макс Каселла — Паппи Корсикато

## Создание
Саундтрек в основном состоит из композиций 60-х годов. В работе над ним принимали участие Джастин Тимберлейк и муж Кэри Маллиган, английский музыкант Маркус Мамфорд из группы Mumford & Sons. После премьеры Тимберлейк объяснил как ему удалось переквалифицироваться в исполнителя фолка:
Но я же родился в Теннеси, музыка окружала меня с юности. Всё своё детство я слушал кантри, блюз, фолк, а заняться музыкой решил после того, как мой дедушка научил меня подбирать аккорды на старой гитаре.
Съёмки фильма начались в Куинсе 6 февраля 2012 года и были осложнены ранней весенней погодой в Нью-Йорке, которая контрастировала с атмосферой депрессивной зимы, проходящей сквозь весь фильм.

## Отзывы
Коэны сделали ровно то, что хотели.  Под видом байопика,  вместе с композитором и своим постоянным музыкальным продюсером Ти Бон Барнетом сочинили меланхолический кино-блюз.
Презентация новой работы братьев Коэн на Каннском киносмотре была «просто пиром для изголодавшейся души: фестиваль наконец вволю посмеялся, послушал отличную музыку и получил ни с чем не сравнимое удовольствие от общения с уникальными талантами», — сообщает в своём рапорте с Круазетт обозреватель «Российской газеты» Валерий Кичин. В то же время Кичин отмечает, что «выдержать всю одиссею на одном дыхании режиссёрам не удалось: если первая половина фильма погружает зал в телячий восторг, то во второй ритм сбивается, юмор разжижается, и авторы спешат все договорить и закольцевать».
Мировая кинопресса крайне положительно приняла ленту, подчёркивая, что «Внутри Льюина Дэвиса» получился насыщеннее и интереснее, нежели предыдущий опыт братьев Коэн в музыкальном жанре — «О, где же ты, брат?». Антон Долин («Газета.ru») пишет о том, что режиссёры крайне удачно подобрали название к своей работе:
К слову, Умберто Эко писал, что подобный заголовок («Робинзон Крузо», «Мадам Бовари», «Анна Каренина») идеален: будучи лишенным мнимой многозначительности и недвусмысленно указывая на главного героя, он не раскрывает интриги.
Журналист «Московских новостей» Юрий Гладильщиков сообщает, что «это фильм, который пока что впечатлил каннскую профессиональную аудиторию сильнее всех других», «он, как всегда у Коэнов, забавен — в деталях, в нюансах».
- «Центрообразующий элемент фильма — это феноменальная игра мистера Айзека» — Джо Моргенштерн, Wall Street Journal
- «Великолепно сыгранный, изумительно снятый и в целом увлекательный» — Клаудия Пуиг, USA Today
- «Один из самых многослойных, странных и мощных фильмов братьев Коэн» — Эндрю О’Хехир, Salon

Фильм вошёл во множество списков лучших киноработ года. В числе включивших его в свои топ-10: Национальный совет кинокритиков США, Американский институт киноискусства, а также штатные кинокритики Rolling Stone и Entertainment Weekly Питер Трэверс и Оуэн Глейберман соответственно.
Фильм занял 83-е место в списке «100 лучших фильмов XXI века», составленном газетой The New York Times.

## Награды
| Награды и номинации                    | Награды и номинации                                          | Награды и номинации                                                                                     | Награды и номинации | Награды и номинации |
| Награда                                | Категория                                                    | Номинант                                                                                                | Результат           |                     |
| -------------------------------------- | ------------------------------------------------------------ | --- | ------------------- | ------------------- |
| 66-й Каннский кинофестиваль            | «Золотая пальмовая ветвь»                                    | Братья Коэн                                                                                             | Номинация           |                     |
| 66-й Каннский кинофестиваль            | Гран-при жюри                                                | Братья Коэн                                                                                             | Победа              |                     |
| Нью-Йоркский кинофестиваль             | «Лучший фильм»                                               | | Номинация           |                     |
| «Готэм»                                | «Лучший фильм»                                               | | Победа              |                     |
| «Готэм»                                | «Лучшая мужская роль»                                        | Оскар Айзек                                                                                             | Номинация           |                     |
| «Независимый дух»                      | «Лучший фильм»                                               | | Номинация           |                     |
| «Независимый дух»                      | «Лучшая мужская роль»                                        | Оскар Айзек                                                                                             | Номинация           |                     |
| «Независимый дух»                      | «Лучшая операторская работа»                                 | Брюно Дельбоннель                                                                                       | Номинация           |                     |
| «Спутник»                              | «Лучший фильм»                                               | | Номинация           |                     |
| «Спутник»                              | «Лучшая режиссёрская работа»                                 | Братья Коэн                                                                                             | Номинация           |                     |
| «Спутник»                              | «Лучший оригинальный сценарий»                               | Братья Коэн                                                                                             | Номинация           |                     |
| «Спутник»                              | «Лучшая песня»                                               | Эд Раш, Джордж Кромарти, Ти-Боун Бёрнетт, Джастин Тимберлейк, братья Коэн (за песню Please Mr. Kennedy) | Номинация           |                     |
| «Спутник»                              | «Лучшая операторская работа»                                 | Брюно Дельбоннель                                                                                       | Победа              |                     |
| «Спутник»                              | «Лучший звук»                                                | Скип Ливсэй, Пол Урмсон, Игорь Николич                                                                  | Номинация           |                     |
| Круг кинокритиков Нью-Йорка            | «Лучшая операторская работа»                                 | Брюно Дельбоннель                                                                                       | Победа              |                     |
| Национальный совет кинокритиков США    | «Лучший оригинальный сценарий»                               | Братья Коэн                                                                                             | Победа              |                     |
| Национальный совет кинокритиков США    | «Один из 10 лучших фильмов года»                             | | Победа              |                     |
| Ассоциация онлайн-кинокритиков Бостона | «Лучшая операторская работа»                                 | Брюно Дельбоннель                                                                                       | Победа              |                     |
| Ассоциация онлайн-кинокритиков Бостона | «Один из 10 лучших фильмов года»                             | | Победа              |                     |
| Ассоциация кинокритиков Бостона        | «Лучшее использование музыки в кино»                         | Ти-Боун Бёрнетт                                                                                         | Победа              |                     |
| Ассоциация кинокритиков Лос-Анджелеса  | «Лучшая музыка»                                              | Ти-Боун Бёрнетт                                                                                         | Победа              |                     |
| Круг онлайн-кинокритиков Нью-Йорка     | «Лучшее использование музыки в кино»                         | Ти-Боун Бёрнетт                                                                                         | Победа              |                     |
| Американский институт киноискусства    | «Один из 10 лучших фильмов года»                             | | Победа              |                     |
| Ассоциация кинокритиков Сан-Диего      | «Лучший актёр»                                               | Оскар Айзек                                                                                             | Победа              |                     |
| «Золотой глобус»                       | «Лучший фильм — комедия или мюзикл»                          | | Номинация           |                     |
| «Золотой глобус»                       | «Лучшая мужская роль — комедия или мюзикл»                   | Оскар Айзек                                                                                             | Номинация           |                     |
| «Золотой глобус»                       | «Лучшая песня»                                               | Эд Раш, Джордж Кромарти, Ти-Боун Бернетт, Джастин Тимберлейк, братья Коэн (за песню Please Mr. Kennedy) | Номинация           |                     |
| Общество кинокритиков Хьюстона         | «Лучшая песня»                                               | Эд Раш, Джордж Кромарти, Ти-Боун Бернетт, Джастин Тимберлейк, братья Коэн (за песню Please Mr. Kennedy) | Победа              |                     |
| Ассоциация кинокритиков Торонто        | «Лучший фильм»                                               | | Победа              |                     |
| Ассоциация кинокритиков Торонто        | «Лучший актёр»                                               | Оскар Айзек                                                                                             | Победа              |                     |
| «Выбор критиков»                       | «Лучший фильм»                                               | | Номинация           |                     |
| «Выбор критиков»                       | «Лучший оригинальный сценарий»                               | Братья Коэн                                                                                             | Номинация           |                     |
| «Выбор критиков»                       | «Лучшая песня»                                               | Эд Раш, Джордж Кромарти, Ти-Боун Бернетт, Джастин Тимберлейк, братья Коэн (за песню Please Mr. Kennedy) | Номинация           |                     |
| «Выбор критиков»                       | «Лучшая операторская работа»                                 | Брюно Дельбоннель                                                                                       | Номинация           |                     |
| Национальное общество кинокритиков США | «Лучший фильм»                                               | | Победа              |                     |
| Национальное общество кинокритиков США | «Лучшая режиссёрская работа»                                 | братья Коэн                                                                                             | Победа              |                     |
| Национальное общество кинокритиков США | «Лучший актёр»                                               | Оскар Айзек                                                                                             | Победа              |                     |
| Национальное общество кинокритиков США | «Лучшая операторская работа»                                 | Брюно Дельбоннель                                                                                       | Победа              |                     |
| Премия Гильдии операторов США          | «Лучшая операторская работа»                                 | Брюно Дельбоннель                                                                                       | Номинация           |                     |
| BAFTA                                  | «Лучший оригинальный сценарий»                               | Братья Коэн                                                                                             | Номинация           |                     |
| BAFTA                                  | «Лучшая операторская работа»                                 | Брюно Дельбоннель                                                                                       | Номинация           |                     |
| BAFTA                                  | «Лучший звук»                                                | | Номинация           |                     |
| Круг кинокритиков Ванкувера            | «Лучший актёр»                                               | Оскар Айзек                                                                                             | Победа              |                     |
| Круг кинокритиков Ванкувера            | «Лучший сценарий»                                            | братья Коэн                                                                                             | Победа              |                     |
| Премия Гильдии декораторов США         | «Лучшая работа художника-постановщика в историческом фильме» | Джесс Гончор                                                                                            | Номинация           |                     |
| «Оскар»                                | «Лучшая операторская работа»                                 | Брюно Дельбоннель                                                                                       | Номинация           |                     |
| «Оскар»                                | «Лучший звук»                                                | Скип Ливси, Грег Орлофф, Питер Ф. Курлянд                                                               | Номинация           |                     |
| «Сатурн»                               | «Лучший независимый фильм»                                   | | Номинация           |                     |
| «Сатурн»                               | «Лучшая мужская роль»                                        | Оскар Айзек                                                                                             | Номинация           |                     |
| «Сатурн»                               | «Лучший сценарий»                                            | Братья Коэн                                                                                             | Номинация           |                     |
| «Империя»                              | «Лучший мужской дебют»                                       | Оскар Айзек                                                                                             | Номинация           |                     |